# Leucania ursula
Leucania ursula är en fjärilsart som beskrevs av Forbes 1936. Leucania ursula ingår i släktet Leucania och familjen nattflyn. Inga underarter finns listade i Catalogue of Life.